# Oprolkogeltjes
De oprolkogeltjes (Clambidae) zijn een familie van kevers (Coleoptera) uit de onderorde Polyphaga.